# Каруярве
Ка́руярве (эст. Karujärve, бывшее Де́ево, эст. Dejevo) — деревня в волости Сааремаа уезда Сааремаа, Эстония.
До административной реформы местных самоуправлений Эстонии 2017 года входила в состав волости Кихельконна.

## История
До 1959 года местечко рядом с озером Каруярв на острове Сааремаа называлось Каруярве (с эст. — Медвежье озеро).
В 1959 году на его месте возвели ракетную базу, получившую название «Деево» в честь героя Советского Союза Владимира Деева (1925—1944).
Рядом с ракетной базой был построен посёлок для служащих воинской части и членов их семей, в котором были магазин, почтовое отделение и начальная школа. В годы советской власти в Деево служило около 500 человек.
В своё время эта база играла важную роль в обороне западной границы Советского союза. В 1965 году в посёлке был открыт цех таллинского трикотажного объединения «Марат», одного из крупнейших предприятий лёгкой промышленности Эстонской ССР.
После ухода Советской армии из Эстонии поселению вернули старое имя. Но теперь в нём нет ни одного жителя. Это посёлок-призрак, куда водят туристов. В настоящее время это место постепенно превращается в лыжно-походный центр.

## Галерея

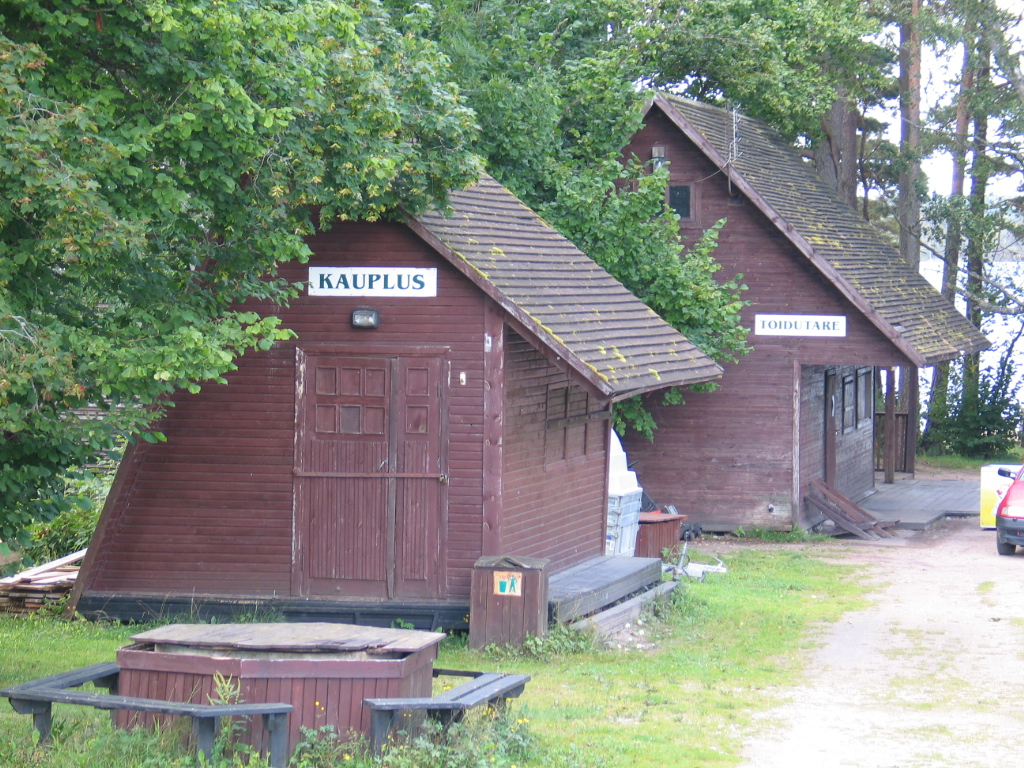
Кемпинг в Каруярве в августе 2009 года
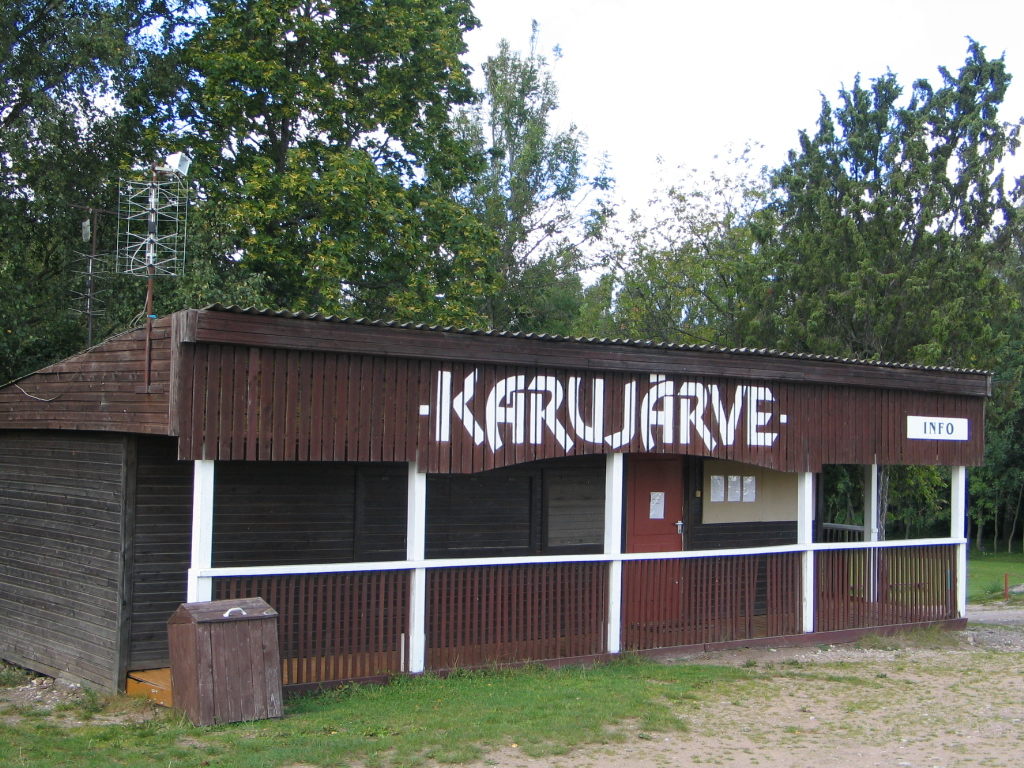
Информационный стол кемпинга в августе 2009 года
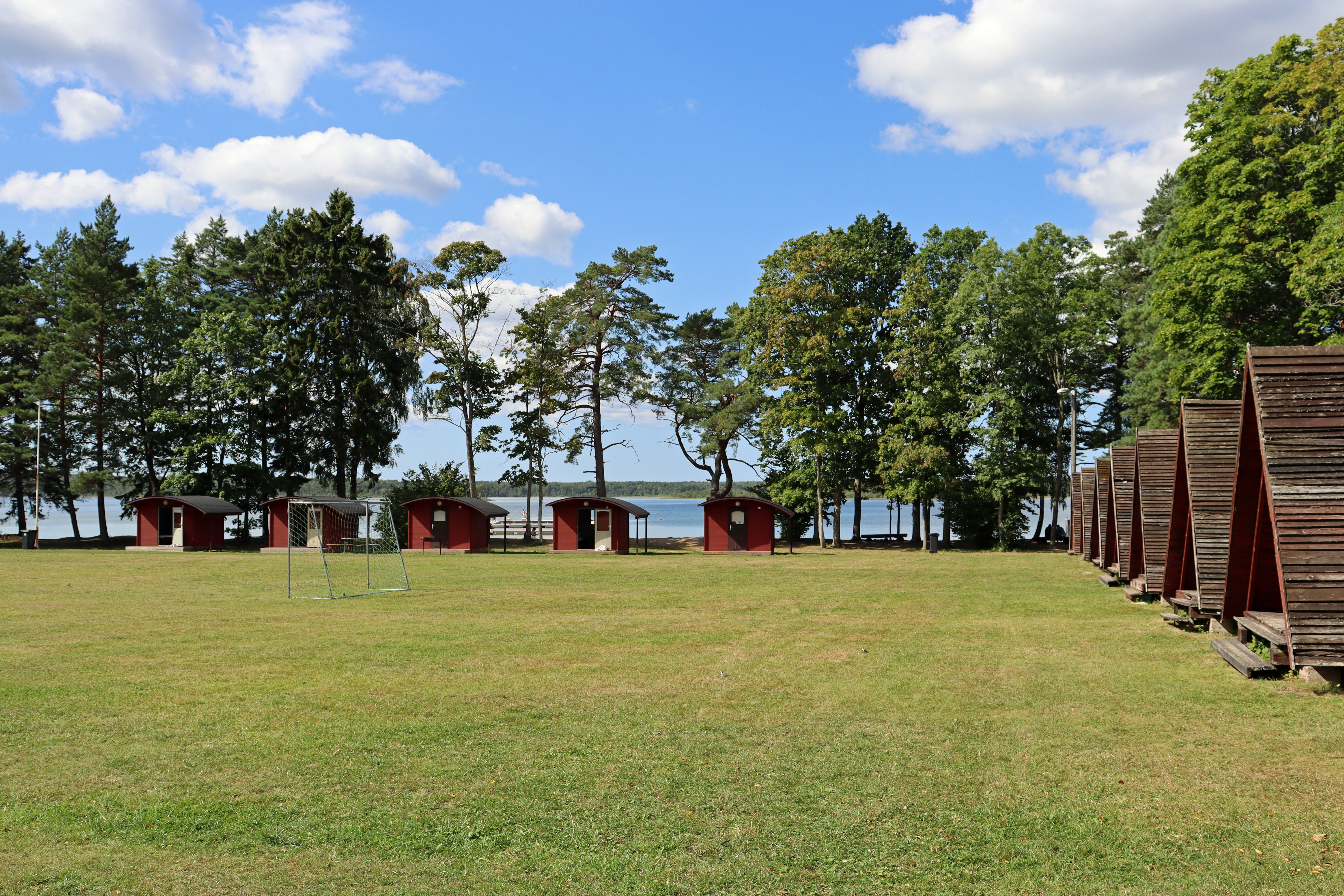
Кемпинг в Каруярве в августе 2020 года
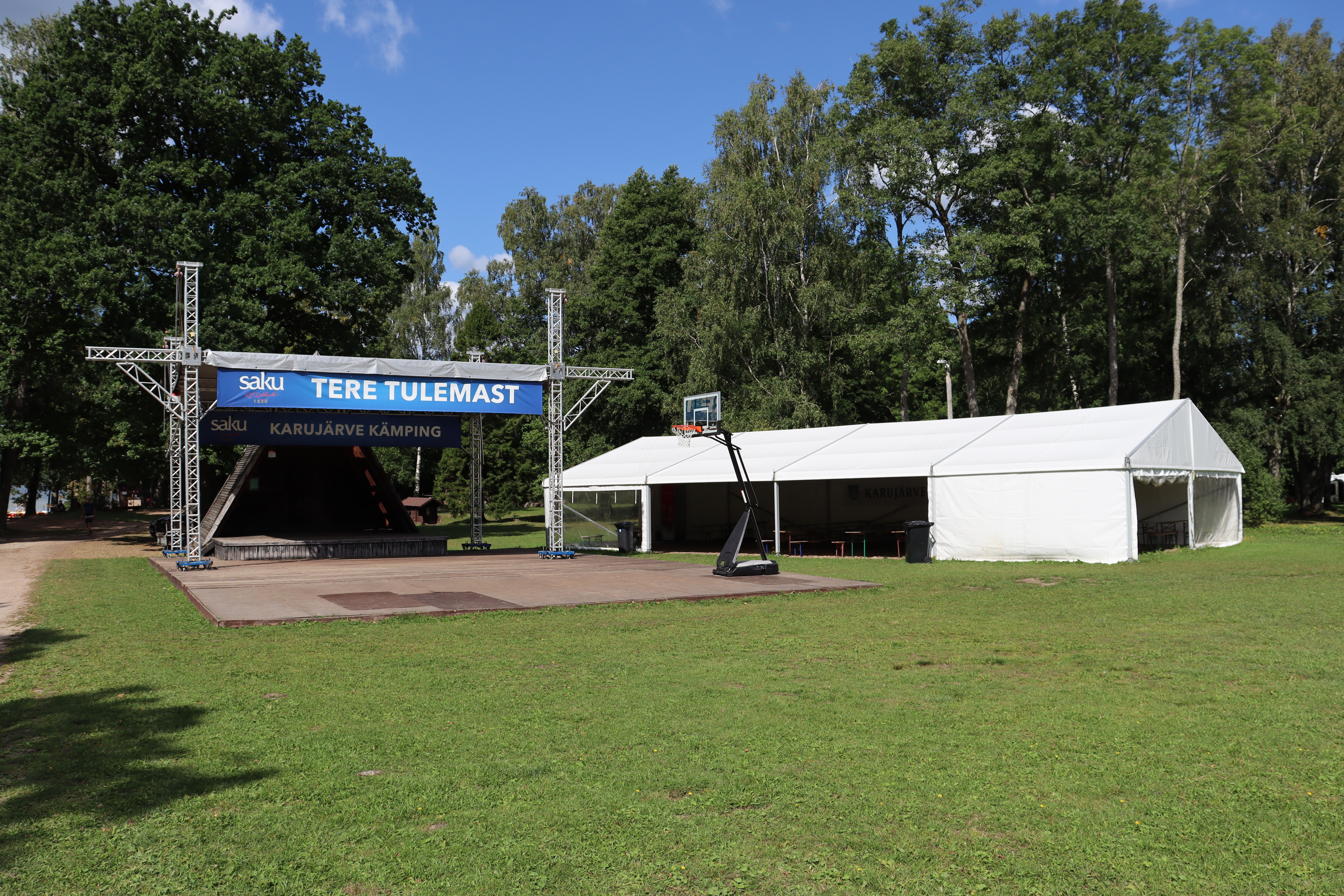
Эстрада и спортплощадка кемпинга, август 2020 года
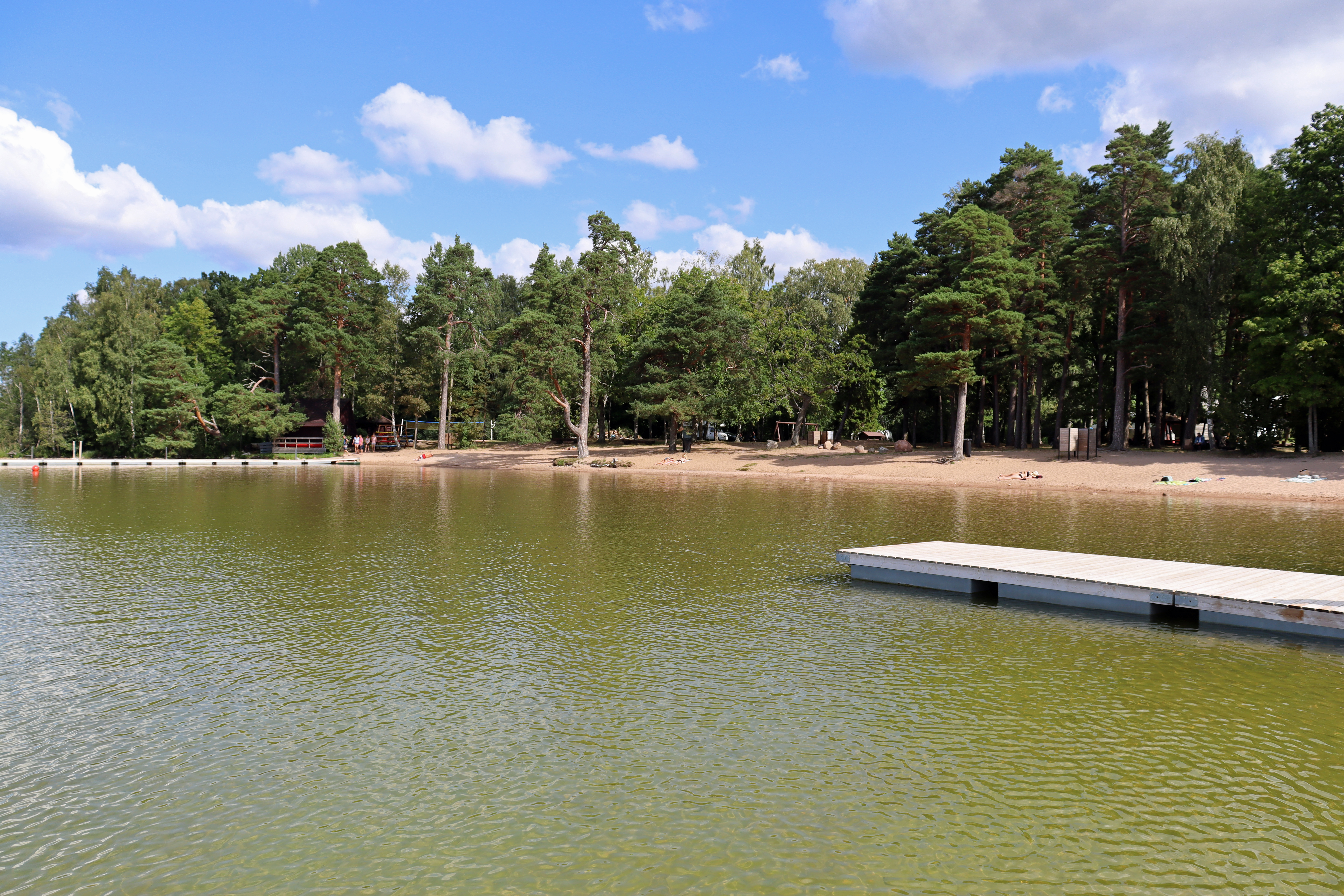
Пляж на озере Каруярв
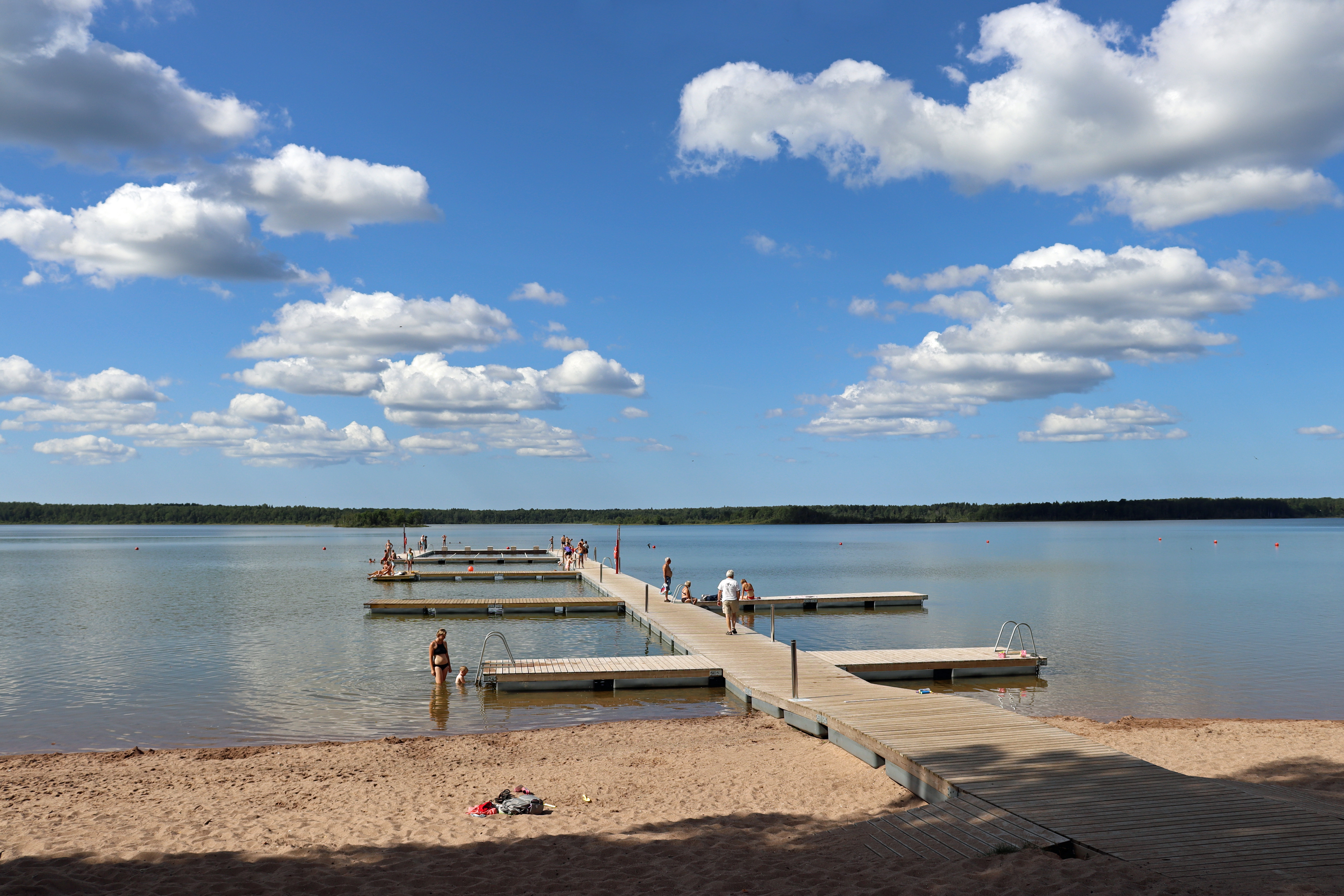
Причал для купания на озере Каруярв